# Els Omells de na Gaia (kommun)
Els Omells de na Gaia är en kommun i Spanien.   Den ligger i provinsen Província de Lleida och regionen Katalonien, i den östra delen av landet, 400 km öster om huvudstaden Madrid. Antalet invånare är 151. Arean är 13,5 kvadratkilometer. Els Omells de na Gaia gränsar till Vallbona de les Monges, Senan, L'Espluga Calba och Maldà. 
Terrängen i Els Omells de na Gaia är lite kuperad.